# Yoshin Ogata
Yoshin Ogata (緒方 良信, Ogata Yoshin) est un artiste sculpteur japonais du XXe siècle, né le 18 novembre 1948 à Miyakonojō. Il est actif en Italie.

## Biographie
Yoshin Ogata poursuit ses études à l'Académie des beaux-arts de Brera à Milan, ainsi qu'à Florence, Rome et Carrare, où il continue de travailler.
Il participe à des expositions collectives, symposiums et concours, remportant Prix et distinctions.
Il montre des ensembles d'œuvres dans des expositions personnelles depuis 1973, notamment dans plusieurs villes d'Italie ; en 1979, 1988 à Barcelonne ; en 1980, 1983, 1988 à Osaka ; en 1986 à Bruxelles ; en 1990 à Tokyo, Art Museum Ginza ; etc.
Ses sculptures, bien qu'abstraites, mettent en œuvre des formes et des agencements de ces formes à intention symbolique.